# Marian Szeja
Marian Henryk Szeja (Siemianowice Śląskie, 1941. augusztus 20. – Wałbrzych, 2015. február 25.) válogatott lengyel labdarúgó, kapus.

## Pályafutása

### Klubcsapatban
1955-ben az Unia Kędzierzyn korosztályos csapatában kezdte a labdarúgást. 1960 és 1973 között a Zagłębie Wałbrzych labdarúgója volt. 1973 és 1980 között Franciaországban játszott. 1973–74-ben a Metz, 1974 és 1980 között az Auxerre kapusa volt.

### A válogatottban
1965 és 1973 között 15 alkalommal szerepelt a lengyel válogatottban. Tagja volt az 1972-es müncheni olimpiai játékokon aranyérmet nyert csapatnak, de mérkőzésen nem szerepelt.

## Sikerei, díjai
AJ Auxerre
- Francia kupa (Coupe de France)
  - döntős: 1979
- Francia bajnokság – másodosztály (Ligue 2)
  - bajnok: 1979–80